# オレグ (キエフ大公)
オレグ（古東スラブ語：Олег、古ノルド語：Helgi、生年不詳 - 912年/922年）は、10世紀初めルーシの一部または全部を支配したヴァリャーグの公（または王）。
ルーシの都をノヴゴロドからキエフに移し、キエフ・ルーシの礎を築いた。また東ローマ帝国の都コンスタンティノポリスを少なくとも一度は襲撃した。『原初年代記』の記述によると、882年から912年までキエフ・ルーシの大公位にあったとされるが、ロマノス1世レカペノスの在位中であった940年代後半のHLGWという名のカガンの活動について触れたシェヒター文書など、他の史料との相違点から、オレグの没年や在位期に疑問を投げかける研究者もいる。リューリク朝、特にリューリクの子イーゴリとの関係がどのようなものだったかについては、歴史家の間で様々な意見がある。

## 『原初年代記』の記載によるオレグ

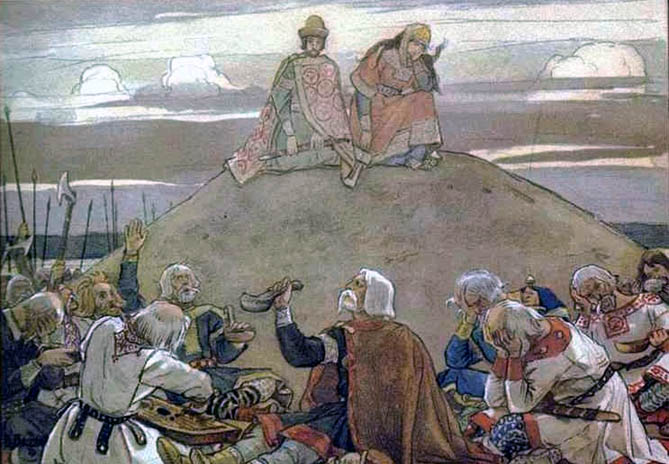
『埋葬されるオレグ』（ヴァスネツォフ画）

ヴァリャーグの出で、リューリクの親族。リューリクの死の際に彼の王国と子（イーゴリ1世）の世話を委ねられた。オレグは徐々にドニエプル川沿いの町を攻略し、最終的にはアスコルドとジールが支配するキエフを奪い、そこに都を構え、「ヴァリャーギからギリシアへの道」を完成させ、キエフ・ルーシを樹立した。
オレグはキエフを拠点にコンスタンティノポリスを襲撃して東ローマ皇帝から譲歩を引き出し、907年から911年にかけて、通商条約であるルーシ・ビザンツ条約を締結させる快挙を成し遂げた。その際、東ローマ側は毒を盛ったワインでオレグを毒殺しようと目論んだが、オレグは神託の力でそれを見破ったという。通商路を確保したオレグは、キエフ・ルーシの繁栄の元を築き、デレヴリャーネ族などの周辺部族も抑え付け、勢力を拡大する事に成功した。これと同時に東欧に勢力を張っていたハザールとも絶えず戦い、経済網を事実上破壊されたハザールは、10世紀を通じて衰退して行く事となった。
『年代記』ではオレグの死は以下の通り描かれている。部族の司祭達にオレグが自分の愛馬のせいで死ぬだろうと予言され、彼は優秀な予言者を持ったことを誇りに思い、その馬をよそへ送り出した。何年かあとに、彼はその馬がどこにいるかと尋ね、馬はもう死んだと伝えられた。オレグは馬の遺骸を見たいと求めその場所に連れられて行ったが、死んだ馬を見て笑いながら「どうして死んだ馬が私を殺すことが出来るのだ」と言い、足で馬の頭蓋骨を蹴ったところ、頭蓋骨から蛇が飛び出し彼を噛んだ。オレグはそれが元で死に、予言が的中した。
オレグの死に方について、様々な解釈がなされている。一説によれば、オレグは晩年にキリスト教を請け、現地の宗教を信仰する部族の年寄り（司祭）と対立しはじめ、ついに毒殺されたという。もう一つの仮説によれば、オレグは最大の敵であったハザールの手によって毒殺されたという。